# Леонов, Николай Васильевич
Никола́й Васи́льевич Лео́нов (6 октября 1921 — 14 февраля 2013) — советский военный деятель, гвардии полковник, участник Великой Отечественной войны, Герой Советского Союза (1945).

## Биография
Родился 6 октября 1921 года в Петрограде в семье служащего.
После окончания школы в 1939 году стал курсантом 3-го Ленинградского артиллерийского училища. После досрочного окончания его в июне 1941 года был оставлен в училище, как один из лучших. В августе училище было эвакуировано в Кострому, где Николай стал командиром взвода, затем заместителем командира батареи. В 1943 году был назначен командиром батареи в учебном полку офицерского состава.
С сентября 1944 года старший лейтенант Н. В. Леонов — в действующей армии, командир артиллерийского дивизиона 350-го лёгкого артиллерийского полка 11-го гвардейского танкового корпуса 1-й гвардейской танковой армии 1-го Белорусского фронта. Участвовал в боях по освобождению Польши, в штурме Берлина. В 1945 году вступил в ВКП(б).
Указом Президиума Верховного Совета СССР от 31 мая 1945 года за образцовое выполнение боевых заданий командования в боях за Берлин и проявленные при этом мужество и героизм старшему лейтенанту Николаю Васильевичу Леонову присвоено звание Героя Советского Союза с вручением ордена Ленина и медали «Золотая Звезда».
После Победы продолжил военную службу в Советской Армии. В 1956 году окончил Военную артиллерийскую академию, в 1961 — Высшие академические курсы. Служил преподавателем военной академии, пока в 1977 году в звании полковника не ушёл в запас.
До выхода на пенсию работал начальником отдела кадров треста «Лендорстрой-2». Активно участвовал в военно-патриотическом воспитании молодёжи. 
Умер 14 февраля 2013 года на 92-м году жизни в Санкт-Петербурге.
Похоронен на Серафимовском кладбище (3-й ясеневый участок).